# Nøkkerose
Nøkkerose (Nymphaea) er en planteslægt, der er udbredt i alle verdensdele, undtagen Antarktis. Det er stauder, som er tilpasset livet i dybt ferskvand. De har store flydeblade og meget lange stængler, som har luftførende rør. Blomsterne er store og primitive med talrige bloster- og støvblade.
Ofte forveksles denne planteslægt med åkander, da dens form og voksemåde ligner åkandens.
| Beskrevne arter |

Kun disse arter og hybrider er vildtvoksende eller dyrkede i Danmark:
- Hvid nøkkerose (Nymphaea alba)
- Rød nøkkerose (Nymphaea rubra)
- Ægyptisk lotus (Nymphaea lotus)

| Andre arter |

| - Nymphaea alexii - Nymphaea amazonum - Nymphaea ampla - Nymphaea atrans - Nymphaea belophylla - Nymphaea caerulea - Nymphaea candida - Nymphaea capensis - Nymphaea carpentariae - Nymphaea colorata - Nymphaea conardii - Nymphaea divaricata - Nymphaea elegans - Nymphaea elleniae - Nymphaea gardneriana - Nymphaea georginae - Nymphaea gigantea | - Nymphaea glandulifera - Nymphaea gracilis - Nymphaea guineensis - Nymphaea hastifolia - Nymphaea heudelotii - Nymphaea immutabilis - Nymphaea jamesoniana - Nymphaea lasiophylla - Nymphaea leibergii - Nymphaea lingulata - Nymphaea macrosperma - Nymphaea mexicana - Nymphaea micrantha - Nymphaea minuta - Nymphaea nouchali - Nymphaea novogranatensis - Nymphaea odorata | - Nymphaea ondinea - Nymphaea ovalifolia - Nymphaea oxypetala - Nymphaea petersiana - Nymphaea potamophila - Nymphaea prolifera - Nymphaea pubescens - Nymphaea pulchella - Nymphaea pygmaea - Nymphaea rudgeana - Nymphaea stuhlmannii - Nymphaea sulphurea - Nymphaea tenerinervia - Nymphaea tetragona - Nymphaea thermarum - Nymphaea togoensis - Nymphaea violacea |

| Hybrider |

- Have-Nøkkerose (Nymphaea x marlicea)